# Средна
Средна (болг. Средна) — бывшее село в Болгарии. Находится в Благоевградской области в общине Гоце-Делчев. Упразднено 29 февраля 2008 года.